# Ammannia heterophylla
Ammannia heterophylla är en fackelblomsväxtart som först beskrevs av Joseph Marie Henry Alfred Perrier de la Bâthie, och fick sitt nu gällande namn av S.A.Graham och Gandhi. Ammannia heterophylla ingår i släktet Ammannia och familjen fackelblomsväxter. Inga underarter finns listade i Catalogue of Life.